# Liste der Landschaftsschutzgebiete in der Region Hannover
Die Liste der Landschaftsschutzgebiete in der Region Hannover enthält die Landschaftsschutzgebiete der Region Hannover in Niedersachsen. 
In einigen Landschaftsbereichen, die die Stadtgrenze Hannovers überschreiten, wie die Mittlere Leine, die Obere Leine und die Obere Wietze, gibt es jeweils zwei gleichbezeichnete Landschaftsschutzgebiete, eines auf dem hannoverschen Stadtgebiet und eines in der Region außerhalb Hannovers. Die Nummern sind jedoch unabhängig von den Bezeichnungen und eindeutig: LSG H ... im früheren Landkreis, LSG H-S ... in der Stadt.
| Bild                                                                         | Nummer                    | Bezeichnung des Gebietes                               | Fläche in Hektar | WDPA-ID   | Koordinaten | Datum der Verordnung |
| ---------------------------------------------------------------------------- | ------------------------- | ------------------------------------------------------ | ---------------- | --------- | ----------- | -------------------- |
| LSG Steinhuder Meer, hier am Nordufer                                        | LSG H 00001               | Feuchtgebiet internationaler Bedeutung Steinhuder Meer | 4251,10          | 320788    | Position    | 1981                 |
| LSG Schneerener Geest bei Schneeren                                          | LSG H 00002               | Schneerener Geest - Eisenberg                          | 8566,00          | 324228    | Position    | 1967                 |
|                                                                              | LSG H 00003               | Bürener Wald                                           | 799,00           | 320183    | Position    | 1968                 |
| Im LSG-H 4 Hohenholz                                                         | LSG H 00004               | Hohenholz                                              | 357,00           | 321699    | Position    | 1967                 |
| Die Südaue im LSG Fohlenstall - Haster Wald                                  | LSG H 00005               | Fohlenstall - Haster Wald                              | 345,00           | 320843    | Position    | 1969                 |
|                                                                              | LSG H 00006               | Dudenser Moor                                          | 940,00           | 320447    | Position    | 1968                 |
|                                                                              | LSG H 00007               | Niederungsrand bei Brunnenborstel                      | 117,50           | 319495    | Position    | 2014                 |
|                                                                              | LSG H 00008               | Osterheide - Welzer Grund                              | 1270,00          | 323565    | Position    | 1968                 |
| LSG Brelinger Berge                                                          | LSG H 00009               | Brelinger Berge                                        | 984,50           | 320078    | Position    | 1967                 |
| Otternhagener Moor in der Hannoverschen Moorgeest                            | LSG H 00010               | Moorgeest                                              | 556,00           | 323038    | Position    | 1968                 |
| Obere Wietze                                                                 | LSG H 00011               | Obere Wietze                                           | 1180,80          | 323347    | Position    | 1969                 |
| Wietze im LSG Wietzetal                                                      | LSG H 00012               | Wietzetal                                              | 3125,10          | 325882    | Position    | 1998                 |
| LSG Forst Rundshorn                                                          | LSG H 00013               | Forst Rundshorn - Fuhrberg                             | 8938,00          | 320850    | Position    | 1969                 |
| Wulbecktal                                                                   | LSG H 00014               | Wulbecktal                                             | 2870,00          | 325944    | Position    | 1969                 |
| LSG Schilfbruch                                                              | LSG H 00015               | Schilfbruch                                            | 1494,00          | 324149    | Position    | 1968                 |
| LSG Burgdorfer Holz                                                          | LSG H 00016               | Burgdorfer Holz                                        | 5951,20          | 320201    | Position    | 1999                 |
| LSG Obere Burgdorfer Aue                                                     | LSG H 00017               | Obere Burgdorfer Aue                                   | 751,70           | 323334    | Position    | 1969                 |
| LSG Neuloh                                                                   | LSG H 00018               | Neuloh                                                 | 102,00           | 323202    | Position    | 1968                 |
| LSG Altwarmbüchener Moor                                                     | LSG H 00019               | Altwarmbüchener Moor - Ahltener Wald                   | 2742,70          | 319570    | Position    | 1969                 |
| Gaim                                                                         | LSG H 00020               | Gaim - Bockmerholz                                     | 1595,30          | 320943    | Position    | 1969                 |
| Im LSG Obere Leine                                                           | LSG H 00021               | Obere Leine                                            | 1273,70          | 323342    | Position    | 2000                 |
| Bewaldete Kuppe des Süllberges                                               | LSG H 00022               | Landwehr - Süllberg                                    | 1541,00          | 322484    | Position    | 1968                 |
| LSG Norddeister, Münder Heerstraße                                           | LSG H 00023               | Norddeister                                            | 5599,00          | 323262    | Position    | 1994                 |
| LSG Gehrdener Berg                                                           | LSG H 00024               | Gehrdener Berg                                         | 850,00           | 321028    | Position    | 1968                 |
| LSG Benther Berg                                                             | LSG H 00025               | Benther Berg - Südaue                                  | 4647,30          | 319866    | Position    | 1969                 |
| LSG Lohnder - Almhorster Wald                                                | LSG H 00026               | Lohnder - Almhorster Wald                              | 1059,50          | 322658    | Position    | 1968                 |
| LSG Mittlere Leine                                                           | LSG H 00027               | Mittlere Leine                                         | 2218,80          | 322990    | Position    | 1999                 |
| LSG Warmeloher Heide                                                         | LSG H 00028               | Warmeloher Heide                                       | 466,60           | 325651    | Position    | 1968                 |
|                                                                              | LSG H 00029               | Evenser Moor                                           | 21,00            | 163013    | Position    | 1968                 |
| LSG Süd-Deister                                                              | LSG H 00030               | Süd-Deister                                            | 3379,20          | 324904    | Position    | 1967                 |
| Im LSG-H 31 Barne-Süd                                                        | LSG H 00031               | Barne-Süd (neuer Name „Am weißen Damm“)                | 66,00            | 319791    | Position    | 1987                 |
| Osterwald                                                                    | LSG H 00032               | Nördlicher Osterwald und Umgebung                      | 1816,00          | 323273    | Position    | 1972                 |
| LSG Limberg und Jeinser Holz                                                 | LSG H 00034               | Limberg und Jeinser Holz                               | 912,00           | 322609    | Position    | 1974                 |
| LSG Jürsenbach                                                               | LSG H 00036               | Jürsenbach                                             | 558,00           | 322021    | Position    | 1988                 |
| Hämeler Wald                                                                 | LSG H 00037               | Hämeler Wald                                           | 1266,00          | 555518966 | Position    | 1970                 |
| Hämeler Wald                                                                 | LSG H 00039               | Hainwald                                               | 153,00           | 321320    | Position    | 1970                 |
|                                                                              | LSG H 00040               | Kiesgrubengebiet Gleidingen                            | 41,00            | 322117    | Position    | 1989                 |
| Kanalkippe Bolzum                                                            | LSG H 00042               | Kanalkippe Bolzum                                      | 19,00            | 322055    | Position    | 1967                 |
| In der Feldmark westlich von Idensen                                         | LSG H 00043               | Düdinghäuser Berg - Aueniederung                       | 467,00           | 320449    | Position    | 1981                 |
| LSG Boxhoop                                                                  | LSG H 00044               | Boxhoop                                                | 11,70            | 320049    | Position    | 1986                 |
| LSG Hahle                                                                    | LSG H 00045               | Hahle                                                  | 619,00           | 321311    | Position    | 1988                 |
| Oldhorster Moor                                                              | LSG H 00046               | Oldhorster Moor                                        | 782,50           | 323497    | Position    | 1985                 |
| LSG Ersetal                                                                  | LSG H 00047               | Ersetal                                                | 28,60            | 320692    | Position    | 1986                 |
| LSG Fuhsetal                                                                 | LSG H 00048               | Fuhsetal                                               | 1303,00          | 320927    | Position    | 1986                 |
| Hechtgraben                                                                  | LSG H 00049               | Hechtgraben                                            | 89,80            | 321459    | Position    | 1986                 |
| Ladeholz                                                                     | LSG H 00050               | Ladeholz                                               | 34,00            | 322387    | Position    | 1987                 |
| Hastbruch                                                                    | LSG H 00051               | Hastbruch                                              | 1440,00          | 321425    | Position    | 1988                 |
| LSG-H 52 Kolenfelder Stadtfeld                                               | LSG H 00052               | Kolenfelder Stadtfeld                                  | 3,80             | 322257    | Position    | 1987                 |
| LSG Gelbe Riede                                                              | LSG H 00053               | Gelbe Riede                                            | 610,00           | 321044    | Position    | 1992                 |
| LSG Untere Leine                                                             | LSG H 00054               | Untere Leine                                           | 3328,00          | 325312    | Position    | 1991                 |
| LSG Blankes Moor                                                             | LSG H 00055               | Blankes Moor                                           | 2213,40          | 319964    | Position    | 1990                 |
| LSG Westaue bei Idensen-Kolonie                                              | LSG H 00056               | Westaue                                                | 210,00           | 325805    | Position    | 1990                 |
|                                                                              | LSG H 00057               | Mastbrucher Holz                                       | 19,70            | 322918    | Position    | 1990                 |
|                                                                              | LSG H 00058               | Auterniederung                                         | 1400,00          | 319725    | Position    | 1991                 |
| Sohrwiesen                                                                   | LSG H 00059               | Sohrwiesen                                             | 520,00           | 390371    | Position    | 1992                 |
| Billerbachwiesen                                                             | LSG H 00060               | Billerbachwiesen                                       | 214,00           | 319931    | Position    | 1993                 |
| Graureiher am Ricklinger Mühlengraben am Südrand des LSG Garbsener Moorgeest | LSG H 00061               | Garbsener Moorgeest                                    | 1210,30          | 320951    | Position    | 1989                 |
| LSG Toteismoor                                                               | LSG H 00062               | Toteismoor                                             | 112,00           | 325201    | Position    | 1993                 |
| LSG Ellernbruch                                                              | LSG H 00063               | Ellernbruch                                            | 3656,60          | 320597    | Position    | 1995                 |
|                                                                              | LSG H 00064               | Suttorfer Bruchgraben                                  | 496,60           | 324972    | Position    | 1997                 |
| Heisterholz                                                                  | LSG H 00065               | Heisterholz                                            | 355,00           | 321526    | Position    | 1994                 |
|                                                                              | LSG H 00066               | Hagenbruch                                             | 725,70           | 321306    | Position    | 1993                 |
| LSG An der Leine                                                             | LSG H 00067               | An der Leine                                           | 262,00           | 319633    | Position    | 1999                 |
| LSG Osterwalder Moorgeest                                                    | LSG H 00068               | Osterwalder Moorgeest                                  | 2786,00          | 323575    | Position    | 1997                 |
| LSG Im Flethe                                                                | LSG H 00069               | Im Flethe                                              | 71,50            | 321891    | Position    | 1997                 |
| LSG Calenberger Leinetal                                                     | LSG H 00070               | Calenberger Leinetal                                   | 556,00           | 320242    | Position    | 1997                 |
| LSG Langreder Mark                                                           | LSG H 00071               | Langreder Mark                                         | 110,00           | 386355    | Position    | 2007                 |
| LSG Hallerniederung                                                          | LSG H 00073               | Hallerniederung                                        | 116,00           | 555513810 | Position    | 2010                 |
| LSG Gestorfer Lößhügel                                                       | LSG H 00074               | Gestorfer Lößhügel                                     | 287,00           | 555513811 | Position    | 2010                 |
| LSG Ihmeniederung                                                            | LSG H 00075 LSG H-R 00001 | Ihmeniederung                                          | 759,00           | 555560790 | Position    | 2013                 |
| LSG Obere Wietze                                                             | LSG H-S 00001             | Obere Wietze                                           | 253,00           | 323346    | Position    | 1969                 |
| LSG Altwarmbüchener Moor - Ahltener Wald                                     | LSG H-S 00002             | Altwarmbüchener Moor - Ahltener Wald                   | 615,00           | 319569    | Position    | 1969                 |
| LSG Kronsberg                                                                | LSG H-S 00003             | Kronsberg                                              | 820,00           | 322336    | Position    | 2001                 |
| LSG Obere Leine                                                              | LSG H-S 00004             | Obere Leine                                            | 450,00           | 323341    | Position    | 1992                 |
| Hirtenbach im LSG Hirtenbach - Wettberger Holz                               | LSG H-S 00005             | Hirtenbach - Wettberger Holz                           | 820,00           | 321632    | Position    | 2001                 |
| LSG Benther Berg Vorland/Fössetal                                            | LSG H-S 00006             | Benther Berg Vorland/Fössetal                          | 140,00           |           | Position    | 1999                 |
| LSG Mittlere Leine                                                           | LSG H-S 00007             | Mittlere Leine                                         | 410,00           | 322989    | Position    | 1968                 |
| Landschaftsschutzgebiet Fuhrbleek                                            | LSG H-S 00008             | Fuhrbleek                                              | 193,00           | 320924    | Position    | 1987                 |
| LSG Mardalwiese                                                              | LSG H-S 00009             | Mardalwiese                                            | 27,00            | 322895    | Position    | 1994                 |
| LSG Laher Wiesen                                                             | LSG H-S 00010             | Laher Wiesen                                           | 66,00            | 322393    | Position    | 1994                 |
| LSG Altwarmbüchener Moor                                                     | LSG H-S 00011             | Altwarmbüchener Moor                                   | 262,00           | 319568    | Position    | 1998                 |
| LSG Alte Bult                                                                | LSG H-S 00012             | Alte Bult                                              | 31,50            | 319505    | Position    | 1998                 |
| LSG Wietzeaue                                                                | LSG H-S 00013             | Wietzeaue                                              | 230,00           | 325881    | Position    | 1999                 |
| LSG Breite Wiese - Nasse Wiese                                               | LSG H-S 00014             | Breite Wiese - Nasse Wiese                             | 137,00           | 320074    | Position    | 1999                 |
| LSG Altwarmbüchener See                                                      | LSG H-S 00015             | Altwarmbüchener See                                    | 123,00           | 319571    | Position    | 2000                 |
| LSG Kugelfangtrift-Segelfluggelände                                          | LSG H-S 00016             | Kugelfangtrift/ehemaliges Segelfluggelände             | 60,00            | 322351    | Position    | 2000                 |
| LSG Mecklenheide/Vinnhorst                                                   | LSG H-S 00017             | Mecklenheide/Vinnhorst                                 | 164,00           | 322925    | Position    | 2000                 |